# Левченко Ганна Сергіївна
Ганна Сергіївна Левченко (18 січня 1982 — 22 січня 2013) — українська поетеса і прозаїкиня.

## Життєпис
Народилася 18 січня 1982 року в Черкасах у сім'ї письменника Сергія Левченка. Хрещена в Мошнівській церкві, як і її батьки.
Як згадує батько, розмовляти Анна почала в 9 місяців. Їй легко давалося вивчення іноземних мов. Знала слов'янські мови, а також англійську та французьку. Художні твори (у стилі модерн, романтизм) почала писати з 12-ти років. Певний час мешкала в Польщі та Чехії. Друзів у неї було не багато. Найщирішим другом вважала тата, творчість якого мала за взірець.
Загинула в ДТП на п'ятдесят сьомому кілометрі автотраси Канів-Чигирин-Кременчук 22 січня 2013 року у віці 31 рік. Похована у Черкасах.

Після катастрофи твори доньки видає батько. Наразі в її архіві є ще не надруковані вірші, новели, повість.

## Творчість
МОЯ ТВОРЧОБІОГРАФІЯ

/Уривок твору/

Мені легко з татом, і не тому, що він – «батько сімейства», що він «править на хвилях», як співається в британському гімнові, а тому, що він – друг, брат і вчитель для мене, так само, як і я йому. Якось на цвинтарі, на могилі бабусі, я сказала: «Доки пам'ятатимемо наших померлих – вони живі». Тато переставив кілька слів, і я задумалася – доки вони пам'ятають про нас, ми живі. Зв'язок відбувся, кінці стрічки Мьобіуса з’єдналися.

У нас кажуть чи пишуть: поет, письменник... Дехто питає: а що, поет не письменник? У сербів усе просто: поет по-їхньому «пєснік», письменник – «пісец». Оповідання, новели теж гарно – «пріче».

Я почала переливати поезію в прозу і навпаки. Тато сказав, що цим займався ще Джефрі Чосер, пишучи свої віршовані новели. Нічого, я не перелякалася, адже минуло майже 700 років.

З щастям добре жити, але не писати Задоволений собою письменник нічого путнього не напише. Мабуть. Мені так здається.

Ми не даємо порад природі. Ми не чуємо її голосу, тому що не розмовляємо з нею. Ми її просто знищуємо.

Шукаю образи у всьому, навіть у тінях чи тумані, хмарах, лініях дощу, в шепоті снігу, що падає. Це і є поезія. Мотиви, теми – це стосується, як на мене, більше прози.

Найліпші провидці – поети. Але кожне покоління критиків, як сліпі кроти, прокопує свій тунель до їхніх істин. Так утворюються лабіринти непорозумінь, різних трактувань і, врешті, тупики забуття.

Критики теж пишуть – конспекти на вірші.

Не хочу бути всім, хочу бути кожним.

Красномовство й поезія – речі несумісні.

Поезія не любить прямих шосе, трас… Завулки в передмісті – ось , де їй добре. 

Дивуюся, як тато при своєму тотальному індивідуалізмові очолював видавництво «Сіяч», заснував часопис «Апостроф», заснував літгурт «Оратанія», брав участь в різних так званих «заходах» Спілки письменників, та ще й примудрився написати й випустити в світ півтора десятки книг. Може тому, що сам знав і мені казав, що всьому є свій початок і свій кінець.

## Відзнаки
Лауреат II-го міжнародного конкурсу на краще коротке оповідання (оповідання «Місця любові»).